# Krist är uppstånden
Krist är uppstånden är en psalm som sjungs vid påsken. Den bygger på den latinska sekvensen Victimae paschali laudes som brukar tillskrivas Wipo (död omkring 1048). Den översattes till tyska på 1100-talet med inledningen Christ ist erstanden som skottvers. Tonsättningen är även den från 1100-talet. Psalmen översattes till svenska i början av 1900-talet.

## Publicerad i
- Den svenska psalmboken 1986 som nr 464 under rubriken "Påsk".
- Finlandssvenska psalmboken 1986 som nr 88 under rubriken "Påsk".